# Valdemoro
Valdemoro est une commune d'Espagne, située dans la communauté autonome de Madrid.

## Géographie
La commune s'étend sur 64,2 km2 dans le sud de la communauté de Madrid et est limitrophe de la Castille-la-Manche. Elle est établie dans le bassin du Tage, au sud du Système central. Seule la partie ouest de son territoire communal, « sur la route qui mène de Madrid à Aranjuez », est urbanisée.

## Politique et administration
La ville est dirigée par un conseil municipal de vingt-cinq membres, élus pour quatre ans, qui élisent le maire.
Dirigée par le Parti populaire à partir de 1999, Valdemoro est au centre de l'affaire Púnica, un scandale de corruption dans lequel est impliqué le maire. Ceci met fin à la gestion du parti lors des élections municipales de 2015 au profit d'une alliance entre le PSOE et Ciudadanos. Lors des élections de 2023 cependant, la droite (PP et Vox) redevient majoritaire alors que Cs disparaît du conseil municipal.

## Culture et patrimoine
L'église Notre-Dame de l'Assomption est construite au XVIIIe siècle dans le style baroque.